# Radzionków
Radzionków è una città polacca del distretto di Tarnowskie Góry nel voivodato della Slesia.
Ricopre una superficie di 13,26 km² e nel 2005 contava 17 130 abitanti.